# Francisco Imperial
Francisco Imperial (Sevilla, 1350 - 1409) va ser un poeta espanyol. Establert a Sevilla, on va passar la major part de la seva vida i on va exercir diversos càrrecs públics, era fill d'un mercader genovès. Va arribar a ser vicealmirall de Castella i va ser lector i admirador de l'obra de Dante Alighieri, com demostra la seva Dezir a les set virtuts (c. 1407) o la seva Decir al naixement del rei Joan, poemes al·legòrics d'art major escrits en dodecasíl·labs. Va conrear la lírica amorosa i va ser un notable poeta didàctic. Va cantar a l'Estrella Diana, a la captiva Angelina de Grècia i a la Fortuna mudable. Va constituir el més important precedent dels poetes de l'escola al·legòrico dantesca del segle xv, com Juan de Mena o Íñigo López de Mendoza. La seva obra es troba recollida sobretot en el famós Cançoner de Baena. Enfrontat a Enric III de Castella, va abandonar la Cort.